# Pipo en de p-p-parelridder
Pipo en de p-p-parelridder is een Nederlandse jeugdfilm uit 2003 van Martin Lagestee. De film werd grotendeels in Spanje opgenomen. De film haalde een bezoekersaantal van 130.000. De film is gebaseerd op de televisieserie Pipo en het zingende zwaard uit 1960.

## Verhaal
Pipo de Clown ontvangt een brief van Tante Anouschka: ze vraagt Pipo om hulp omdat het in het nabij gelegen kasteel enorm spookt. Pipo verlaat daarom met zijn vrouw Mammaloe en dochter Petra het circus, waar de circusdirecteur niet blij mee is, want zonder Pipo geen goede kaartverkoop. Bij het kasteel aangekomen is er geen spook aanwezig maar een ridder die al 500 jaar ligt te snurken. Als hij eenmaal wakker is gemaakt is het probleem opgelost, maar nu wil de ridder zijn jonkvrouw die ook 500 jaar geleden in slaap is gebracht terug vinden. De personages Dikke Deur, Snuf en Snuitje en Mik uit de serie komen ook weer voorbij.

## Rolverdeling
| Acteur              | Karakter                      |
| ------------------- | ----------------------------- |
| Joep Dorren         | Pipo                          |
| Mariska van Kolck   | Mammaloe                      |
| Hero Muller         | Dikke deur                    |
| Rudi Falkenhagen    | Snuf                          |
| Felix-Jan Kuypers   | Snuitje                       |
| Karin Bloemen       | Tante Anouschka               |
| John Wijdenbosch    | Mik                           |
| Daan Schuurmans     | Ridder Didero van Donderstein |
| Harry van Rijthoven | Miriardo                      |
| Tara Elders         | Jonkvrouw de Bonban           |
| Meta Speksnijder    | Petra                         |

## Achtergrond
In de jaren negentig verschenen enkele oude Pipo-avonturen op VHS, waarmee een nieuwe generatie kinderen werd aangesproken. De videobanden waren in 1997 de best verkochten banden bij de Blokker met meer dan 150.000 exemplaren.
Om deze reden was volgens Belinda Meuldijk een terugkeer van Pipo op televisie mogelijk. Bovendien vond ze het doodzonde als een hele generatie zou opgroeien zonder Pipo. Wim Meuldijk was in eerste instantie bang dat de herinnering van de oorspronkelijke acteurs als Cor Witschge en Herbert Joeks in de weg zou staan.
Wim Meuldijk begon vervolgens met het schrijven van nieuwe scripts. Er werden audities gehouden en Joep Dorren werd in 1996 door Wim Meuldijk gekozen tot de nieuwe Pipo de Clown, als opvolger van de in 1991 overleden Witschge. De scripts voor een proefaflevering en een zesdelige korte serie werden vervolgens geleverd. In 1998 werd de proefaflevering van een halfuur gemaakt onder de titel Pipo en de Bosbas. Dorren werd vervolgens in 1999 gepresteerd als de nieuwe Pipo de Clown bij de presentatie van het album Tijdloos van Rob de Nijs.
De pilot werd in 2001 op VHS uitgebracht, waarbij 100.000 exemplaren werden verkocht. Hierna klopten Ivo Niehe en Belinda Meuldijk aan bij de publieke omroepen, die echter weinig vertrouwen in een nieuwe Pipo-serie hadden. Uiteindelijk besloot Endemol tot het maken van de nieuwe bioscoopfilm. 
De rol van Snuf werd net als in de oorspronkelijke televisieserie gespeeld door Rudi Falkenhagen. De indiaan Klukkluk was er in de film niet bij,  maar de producenten beloofden dat bij een vervolgfilm de kans groot was dat hij daarin wel zijn opwachting zou maken. In 2007 werd gesproken over een vervolg met de titel: Pipo & Het Geheim Van De Barkini Driehoek.
Wel voor het eerst sinds 1964 terug was het personage Mik, nog altijd met een Amerikaans accent zoals Donald Jones. Het karakter maakte ook enige verwijzingen naar de serie waar hij oorspronkelijk vandaan kwam: Mik & Mak.

## Prijzen
- Gouden film - 100.000 bezoekers